# La Frédière
La Frédière  ist eine Ortschaft und eine ehemalige französische Gemeinde mit 73 Einwohnern (Stand: 1. Januar 2022) im Département Charente-Maritime in der Region Nouvelle-Aquitaine (vor 2016: Poitou-Charentes). Sie gehörte zum Arrondissement Saint-Jean-d’Angély und zum Kanton Chaniers. Die Einwohner werden Frelois genannt.
Mit Wirkung vom 1. Januar 2019 wurden die ehemaligen Gemeinden Saint-Hilaire-de-Villefranche und La Frédière zur namensgleichen Commune nouvelle Saint-Hilaire-de-Villefranche zusammengeschlossen und haben in der neuen Gemeinde der Status einer Commune déléguée. Der Verwaltungssitz befindet sich im Ort Saint-Hilaire-de-Villefranche.

## Geographie
La Frédière liegt etwa 58 Kilometer südöstlich von La Rochelle am Fluss Bramerit. Umgeben wird La Frédière von den Nachbarorten Grandjean im Norden und Nordwesten, Saint-Hilaire-de-Villefranche im Osten und Südosten, Juicq im Süden und Südosten, Annepont im Süden und Westen sowie Taillebourg im Westen und Nordwesten.

## Bevölkerungsentwicklung
| Jahr                       | 1962 | 1968 | 1975 | 1982 | 1990 | 1999 | 2008 | 2013 |
| Einwohner                  | 56   | 66   | 54   | 46   | 57   | 53   | 75   | 81   |
| Quellen: Cassini und INSEE |      |      |      |      |      |      |      |      |

## Sehenswürdigkeiten
- romanische Kirche Saint-Hilaire aus dem 12. Jahrhundert, seit 1949 Monument historique

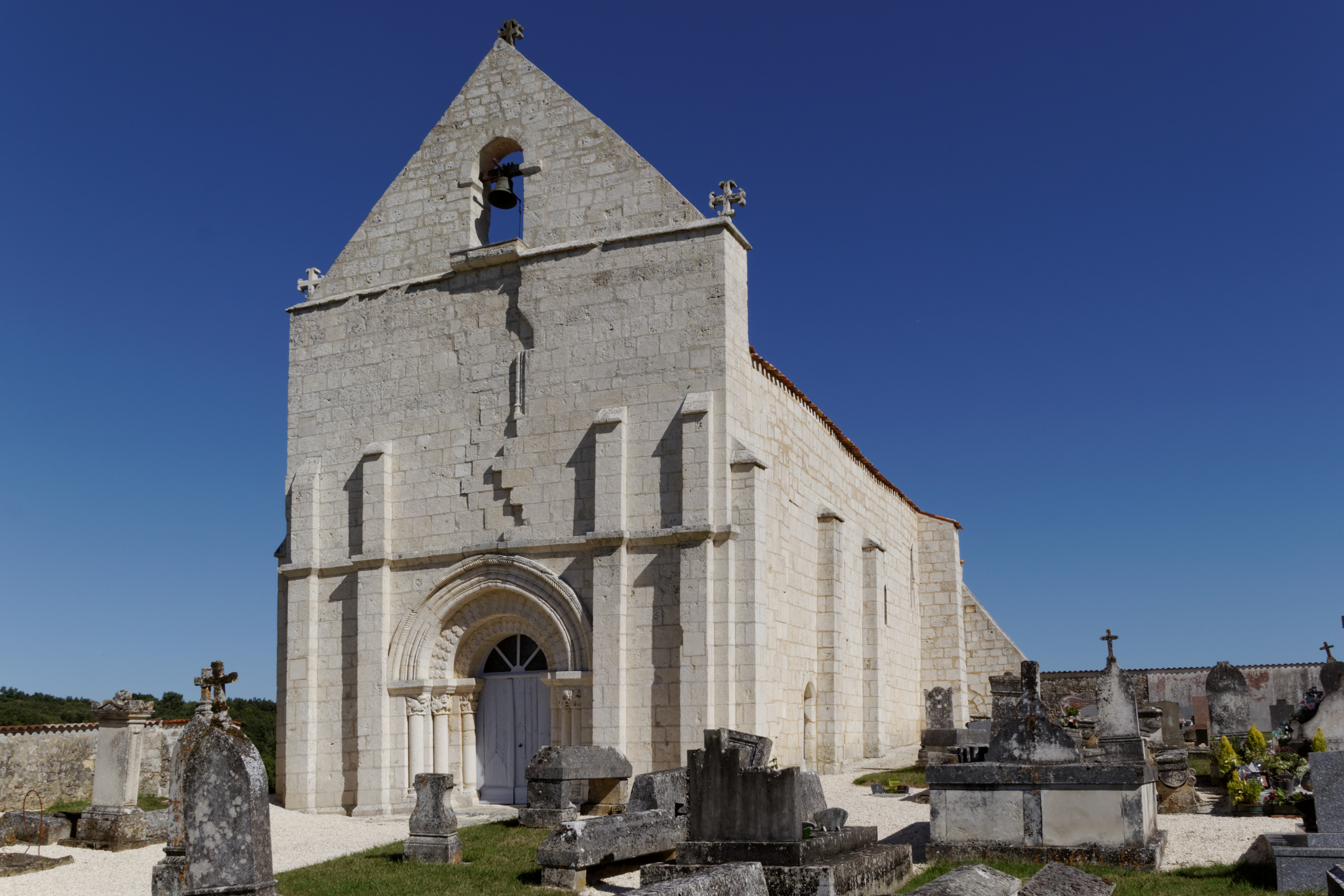
Kirche Saint-Hilaire

- Steinkreuz